# Kristaps Valters
Pour les articles homonymes, voir Valters.
Kristaps Valters, né le 18 septembre 1981 à Riga, dans la République socialiste soviétique de Lettonie, est un joueur letton de basket-ball, évoluant au poste de meneur.

## Carrière
Kristaps Valters est le fils de l'ancien basketteur soviétique Valdis Valters et le frère du basketteur Sandis Valters.